# Смерть в домі
«Смерть в домі» (англ. A Death in the House) — науково-фантастичне оповідання Кліффорда Сімака, вперше опубліковане журналом «Galaxy Magazine» у жовтні 1959 року.

## Сюжет
Старий фермер вдівець Мозес Абрамс знайшов в лісі покаліченого інопланетянина, пожалів і приніс його додому, однак той все одно вмер від ран. Ні лікар, ні працівник похоронної служби, ні св'ященник не погодились допомагати йому. Старий поховав інопланетянина у своєму дворі. Клітку, яка, напевно, була засобом пересування інопланетянина, він заховав в своєму гаражі.
Над могилою інопланетна виросла рослина, яка згодом перетворилась на такого самого інопланетянина, тільки молодого.
Він попрохав полагодити його клітку і віддати для її обладнання весь запас срібних монет старого.
Коли прийшов час прощатись, інопланетянин віддав старому кришталеву кульку, єдине що було у мандрівника.
|  | Людина ти чи ні, але тільки безсердечний може відмовити в допомозі загубленій і пораненій істоті на підставі відсутності у неї серця. |